# PLEARN
PLEARN – podłączenie krajowej sieci komputerów akademickich w Polsce do sieci zagranicznej działające w latach 1990–2000.
Podłączenie zostało uruchomione na Uniwersytecie Warszawskim jako węzeł PLEARN w sieci EARN (z ang. European Academic and Research Network), zrealizowane między Centrum Informatycznym Uniwersytetu Warszawskiego a Uniwersytetem w Kopenhadze. Kierownikiem polskiego EARN-u (PLEARN) był Tomasz Hofmokl.

## Historia sieci
W dniach 17-18 maja 1990 nastąpiło włączenie Polski w poczet krajów członkowskich sieci EARN. 17 lipca 1990 Tadeusz Węgrzynowski (Dyrektor CIUW w latach 1990-2000) oddelegowany do Uniwersytetu w Kopenhadze zestawił pierwsze połączenie z węzła DKEARN zlokalizowanego w UNI-C w Lyngby do serwera PLEARN zlokalizowanego w Centrum Informatycznym Uniwersytetu Warszawskiego.
Na początku jedynie w Centrum można było korzystać z poczty elektronicznej i list dyskusyjnych. PLEARN był serwerem otwartym dla wszystkich, którzy chcieli wymieniać informacje. Niewątpliwie miał ogromny wpływ na późniejszy rozwój i popularność Internetu w Polsce. Wiele osób właśnie tu po raz pierwszy zetknęło się z globalną siecią. Koordynatorem krajowym sieci EARN był Andrzej Smereczyński. Jako specjalista ds. systemów operacyjnych uruchomił oprogramowanie na wielu komputerach pełniących funkcję węzłów sieci EARN w kraju.
Jesienią 1990 sieć EARN w Polsce obejmowała 11 węzłów. W szczytowym momencie w roku 1992 polska część sieci EARN łączyła 22 uczelnie krajowe i ponad 20 tys. użytkowników.
28 października 1992 PLEARN uzyskał bezpośredni dostęp do Internetu. Mniej więcej od końca roku 1993 EARN zaczął być zastępowany przez wykorzystujący protokół TCP/IP Internet. Przewaga komputerów PC i serwerów uniksowych nad serwerami znakowymi IBM (bo takie były terminale IBM-owskie) następowała bardzo szybko, zwłaszcza po wejściu w użycie pierwszych aplikacji typu Gopher, Mosaic, które dały podwaliny WWW.
Sieć PLEARN zakończyła pracę 15 listopada 2000.

## Baza sprzętowa
Uniwersytet Warszawski dysponował dwoma klonami komputerów IBM S/370 produkcji BASF. Na jednym z nich był zainstalowany system operacyjny VM/SP i oprogramowanie RSCS. Komputer ten został wyznaczony jako główny węzeł komunikacyjny sieci EARN w Polsce i z tego powodu otrzymał nazwę, czyli adres sieciowy PLEARN.
Implementacja EARN-u w Polsce była ułatwiona tym, że na uczelniach dominował sprzęt komputerowy IBM (mainframe'y) z systemem operacyjnym VM. Wśród 22 węzłów dominowała platforma IBM z jednym węzłem z systemem operacyjnym MVS i NJE. Ponadto był jeden węzeł z platformą VAX (sprzęt DEC) w Uniwersytecie Łódzkim oraz jeden węzeł uniksowy z UUCP w Obserwatorium Astronomiczne Uniwersytetu Warszawskiego.

## Technologie sieciowe
Podłączenie polskich komputerów do komputerów na zachodzie realizowano za pośrednictwem RSCS (Remote Spooling Communication Subsystem) w systemie operacyjnym VM i jego odpowiednikiem NJE (Network Job Entry) w systemie operacyjnym MVS na tzw. mainframe'ach IBM, albo oprogramowaniem UUCP (UNIX-to-Unix-Copy-Program) w komputerach uniksowych. Od tego momentu Polska mogła również oficjalnie korzystać z amatorskiej sieci FidoNet, która działała w tym samym trybie na PC-tach w trybie dodzwaniania się do innych PC-tów routujących nadsyłane przesyłki.
Stosowano technologie nieco inne od obecnie stosowanych. W trzeciej warstwie komunikacyjnej działała technika store-and-forward polegała na przesyłaniu bloków informacji zgodnie z tablicami routingu, umieszczonymi w systemie RSCS, NJE lub UUCP serwerów. Informacje te były pobierane z systemowego obszaru wejścia/wyjścia, zwanego obszarem spoolingowym (od ang. spool - simultaneous periferal operation on line). Zasadą transmisji było odbieranie od sąsiednich węzłów bloków informacji i zapisywanie do obszaru spoolingowego, a następnie przekierowanie ich do dalszych węzłów, jeśli nagłówek bloku zawierał adresy tych węzłów. Blok informacji zostawał wymazany z obszaru spoolingowego dopiero po potwierdzeniu przez adresowany węzeł odbioru poprawnego bloku.
Drugą warstwę komunikacyjną stanowił protokół BSC (ang. Basic Synchronous Communication), którym porozumiewały się procesory telekomunikacyjne lub odpowiednie sterowniki (kontrolery) komputerów.
Warstwę pierwszą stanowiły miedziane linie dzierżawione. Ze względu na niską jakość połączeń dostarczanych w owym czasie przez Telekomunikację Polską w granicach kraju, do pierwszego rozruchu linii EARN do Polski przyjęto pasmo 9,6 Kb/s.
Rozwój prac wspierała ze strony sprzętowej grupa sieciowa Andrzeja Zienkiewicza, Wiktora Krzanowskiego i Jerzego Popławskiego z Centrum Informatycznego UW, która załatwiała przydział łączy dzierżawionych z Telekomunikacji Polskiej.

## Udostępniane usługi
Podstawową usługą w technice stosowanej w PLEARN było przesyłanie komunikatów i plików. Technika ta nie dysponowała mechanizmami socketów, portów czy tworzenia i składania pakietów. Nie były dostępne Telnet, FTP, DNS. Natomiast stosowana technologia BITNET-u dała doskonałe podwaliny poczcie elektronicznej, także takiej usłudze, jak Listserver oraz narzędziom do zarządzania sieciami.
Zorganizowano także na Uniwersytecie Warszawskim kilkanaście ogólnie dostępnych stanowisk terminalowych. Za pośrednictwem podłączonych linii telefonicznych osoby dysponujące PC-tem i modemem 9600, mógłby pracować zdalnie, używając DOS-owego programiku komunikacyjnego Telix, pozwalającego emulować ekran terminala IBM 3270. W PLEARN działał także program Trickle. Był to serwer plików o tematyce PC-owej. Był to prekursor dzisiejszego serwera FTP. Podobnym prekursorem, ale dla dzisiejszego IRC-a, był BITNET-owy RELAY pozwalający na pogadanki w sieci. PLEARN posiadał stale ok. 40 list dyskusyjnych, dostępnych z całego świata. Listy były rozmaite: CIUW-L, ROWERY, TRAMP, ZHR-L (pierwsza lista w dziejach Związku Harcerstwa Rzeczypospolitej), CHIHUA-L (o pieskach chihuahua), DOMBIRDS (o ptakach), PB-L (na temat PowerBuildera). Jedną z pierwszych list była lista HOSPEX, nt. wzajemnej turystycznej wymiany własnych mieszkań lub domów.